# Dušan Parazajda
Dušan Parazajda, slovenski defektolog, * 1938, † 2010, Ljubljana

## Odlikovanja in nagrade
Leta 1998 je prejel častni znak svobode Republike Slovenije z naslednjo utemeljitvijo: »za zasluge pri razvoju defektološke stroke pri nas in za delo z osebami s posebnimi potrebami«.